# Внешняя политика Мавритании
Внешняя политика Мавритании — это общий курс Мавритании в международных делах. Внешняя политика регулирует отношения Мавритании с другими государствами. Реализацией этой политики занимается министерство иностранных дел Мавритании.

## История
Исторические противоречия и различные интересы, связанные с формированием внешней политики, позволили руководителям Мавритании монополизировать право на принятие внешнеполитических решений. В результате внешняя политика Мавритании, как и у других развивающихся государств, представляет собой влияние личности президента, что отображается и в других делах государства. Соответственно, внешняя политика Мавритании на протяжении многих лет избегала идеологической направленности в пользу прагматизма в ответ на внутреннее и внешнее давление. Особенно проявилась такая политика в середине 1980-х годов, когда бедственные экономические реалии и продолжающаяся война в Западной Сахаре вынудили главу государства Маауйя Тайя укрепить отношения с Францией, продолжить балансирование между Марокко, Алжиром и Сахарской Арабской Демократической Республикой (САДР), заручиться поддержкой со стороны как можно большего количества донорской помощи.
В течение позднего колониального периода Мавритания имела мало контактов с другими территориями Французской Западной Африки. Во время референдума о независимости в 1958 году представители Мавритании в Большом совете Французской Западной Африки оставались нейтральными, в то время как все другие члены разделились о мнениях между Африканским демократическим объединением и Партией перегруппировки африканских стран. До наступления независимости Марокко не угрожало территориальной целостности Мавритании, поэтому она не участвовала в политических или культурных движениях Французской Западной Африки.
На протяжении 1960-х годов главной целью внешней политики Мавритании было сохранение независимости из-за угрозы марокканского ирредентизма. Марокко признало независимость Мавритании в 1969 году. С этой целью глава государства Моктар ульд Дадда настаивал на поддержании тесных связей с Францией, что привело к размещению войск на этой страны на мавританской земле. В Африке Мавритания установила тесные связи с более консервативными франкоязычными странами, потому что все государства Лиги арабских государств (кроме Туниса) и африканские члены группы Касабланка (Гана, Гвинея и Мали) поддержали ирредентистские претензии Марокко.
В 1960 году Мавритания подала заявку на вступление в ООН при поддержке Франции, но на ее членство наложил вето Советский Союз, который поддержал Лигу арабских государств. По большей части, чёрная Африка и Западный мир одобрили членство в ООН для Мавритании, а Советский Союз перестал препятствовать в 1961 году в обмен на положительное голосование по заявке Монголии. В последней попытке заблокировать принятие Мавритании в ООН Марокко вынесло этот вопрос на рассмотрение Генеральной Ассамблеи ООН, которая поддержала вступление Мавритании 68 голосами, 13 было против, а 20 воздержалось. 27 октября 1961 года Мавритания стала членом ООН. Мали, Гвинея и большинство арабских государств заняли сторону Марокко.
В январе 1962 года Мавритания отошла от своей консервативной профранцузской позиции, признав Временное правительство Алжира и отказавшись от участия в заседаниях поддерживаемой Францией Организации сахарских государств. Эти первые проявления независимой политики повысили авторитет Мавритании среди ее более прогрессивных африканских соседей и подчеркнули роль страны как моста между арабской Северной Африкой и черной Африкой к югу от Сахары. В феврале 1963 года Мавритания и Мали улучшили отношения после подписания Кайского договора. Отношения с Алжиром стали крепче, когда Мавритания заняла его сторону в противостоянии с Марокко. Египет, известный в то время как Объединённая Арабская Республика (ОАР), также занял сторону Алжира и 21 октября 1964 года ОАР официально признал Мавританию. Это известие сподвигло Моктара ульд Дадду проводить ещё более смелую внешнюю политику.
В 1963 году Мавритания вступила в ОАЕ, после чего Марокко в знак протеста покинуло эту организацию. В 1964 году Моктар ульд Дадда стал первым председателем недавно созданного Афро-малагасийского союза экономического сотрудничества, свободной группы франкоязычных африканских стран, с целью наладить техническое и культурное сотрудничество. Когда Афро-малагасийский союз экономического сотрудничества был преобразован в политическую организацию вопреки уставу ОАЕ, Мавритания покинула все подразделения, кроме технических комитетов. В начале 1970-х годов Мавритания продолжала играть роль моста между Магрибом и Африкой к югу от Сахары и сохраняла приверженность Движению неприсоединения, поддерживая отношения с Восточной Европой и радикальными государствами Африки. В поддержку позиций Лиги арабских государств и ОАЕ Мавритания не стремилась установить связи с Израилем, ЮАР или Португалией. В 1969 году Мавритания установила дипломатические отношения с Марокко. Тесные отношения с Францией, на которую Мавритания продолжала полагаться в части предоставления помощи в целях развития, оставались краеугольным камнем внешней политики Мавритании до конца 1980-х годов.
В 1970-х годах Испания вывела войска из Испанской Сахары, а за этим последовала атака войск Марокко и Мавритании на эту территорию, что привело к разделу и аннексии территории бывшей Испанской Сахары в 1976 году. Это положило начало 8-ми летнему периоду конфликта в Западной Сахаре, а также к борьбе с повстанцами Полисарио в САДР, а затем и к военным и политическим неудачам для Мавритании. После участия в аннексии части территории Западной Сахары, бывший союзник Мавритании Алжир разорвал отношения с правительством Дадды в знак поддержки САДР. С 1976 по 1979 годы повстанцы Полисарио усилили атаки на Мавританию, что привело к боям в районе Фдерика и Нуакшота. Вследствие экономических и политических издержек боевых действий, военное руководство Мавритании попытались вывести страну из войны, но повстанцы Полисарио продолжали атаки и пересекали территорию этой страны для проникновения в Западную Сахару. Мавританско-марокканские отношения продолжались ухудшаться, а в 1981 году были разорваны после обвинения Мавританией Марокко в организации попытки военного переворота в Нуакшоте. Однако, Алжир и САДР наоборот стали развивать с Мавританией. В декабре 1983 года Алжир, Тунис и Мавритания подписали Договор о мире и дружбе. В 1984 году президент Мавритании Мохаммед Хуна ульд Хейдалла осуществил дипломатическое признание САДР, что в конечном итоге привело к падению его правительства. Президент Мавритании Маауйя Тайя поддерживал связи с САДР, но не сильно углублял их опасаясь своих более сильных соседей.
В середине 1980-х годов основной целью внешней политики Мавритании было обеспечение территориальной целостности страны. Нуакшот стал проводить политику строгого нейтралитета в споре о принадлежности Западной Сахары, улучшать отношений с Марокко и Алжиром и искать гарантии поддержки со стороны Франции в случае серьёзного ухудшения отношений с северными соседями Мавритании. Дипломатический усилия Тайя дали смешанные результаты: Мавритания хоть и решила оставаться нейтральной в конфликте в Западной Сахаре, но столкнулась с фактами незаконного проникновения на территорию страны военнослужащими других стран. Когда марокканцы продвинулись на юг Западной Сахары вместе с высокоэффективной сетью песчаных стен (бермы) на расстоянии нескольких километров от мавританской границы, вооружённые силы Мавритании пришлось противостоять либо либо хорошо оснащенной марокканской армии либо повстанцам Полисарио, которые атаковали бермы с территории Мавритании. Маауйя Taйя также стремится улучшить связи с другими странами с целью найти торговых партнеров или инвесторов. Основными экономическими донорами Мавритании были Саудовская Аравия, Кувейт и Франция. В список доноров также входили Япония, Ирак, Италия, Федеративная Республика Германия, Румыния, США, страны Персидского залива и Китай.
Внешняя политика Мавритании характеризуется географическим положением страны, через которую соприкасается арабский и берберский мир с африканскими странами. Являясь одним из основателей Организации африканского единства, а затем Африканского союза с мая 1963 года, Мавритания вступила в Лигу арабских государств в ноябре 1973 года и участвовала в создании Союза арабского Магриба в феврале 1989 года. Власти Мавритании обращают особое внимание на арабские страны. Мавритания является преимущественно мусульманской страной и входит в Организацию исламского сообщества с момента ее создания в сентябре 1969 года. В декабре 1999 года Мавритания решила покинуть Экономическое сообщество стран Западной Африки, но продолжила участвовать в Сообществе сахело-сахарских государств, Организации по развитию реки Сенегал и Постоянном межгосударственном комитете по борьбе с засухой в Сахеле.
Исторически вопрос о принадлежности Западной Сахаре и отношения с Израилем играют важную роль во внешней политике Мавритании. После вывода войск с территории Западной Сахары Мавритания пересмотрела свои отношения с Марокко и Алжиром и проводит политику постоянного нейтралитета. В декабре 2008 года и в январе 2009 года дипломатические отношения с Израилем были заморожены после начала операции «Литой свинец» и прервались в марте 2010 года. Мавритания входит в организацию стран Сахеля по вопросам безопасности и развития. Будучи председателем Африканского союза с января 2014 года, Мавритания в феврале 2014 года инициировала создание «Группы пяти стран Сахеля» с Мали, Нигером, Чадом и Буркина-Фасо. Мавритания является участником Нуакшотского процесса, который объединяет одиннадцать государств под эгидой Африканского союза.
С июля 1990 года Мавритания участвует в диалоге 5 + 5 в рамках Евро-средиземноморского сотрудничества. В ноябре 1995 года присоединилась к Барселонскому процессу и стала полноправным участником в ноябре 2007 года, а в июне 2000 года к Котонскому соглашению. Мавритания также является участником Средиземноморского диалога НАТО, созданного в декабре 1994 года. Отношения между Европейским союзом и Мавританией основаны на Котонском соглашении. Кроме того, в сентябре 2011 года Европейский союз принял Сахельскую стратегию безопасности и развития, охватывающую Мавританию, Мали и Нигер. В ноябре 2013 года к стратегии присоединились еще Чад и Буркина-Фасо.
С 2014 по 2020 год Европейский фонд развития предусматривает выделение 195 млн. евро для Мавритании, что делает Европейский союз крупнейшим международным донором этой страны. Предполагается, что данные меры помогут сократить масштабы нищеты, обеспечить продовольственную безопасность через развитие сельского хозяйства, обеспечить верховенство права и развитие здравоохранения. Мавритания также является важным партнером Европейского союза в области рыболовства. В июле 2012 года Европейская комиссия подписала протокол к Соглашению о рыболовстве и партнерстве между Европейским союзом и Мавританией, предусматривающий возможность для европейского флота вести промысел в мавританских водах в обмен на помощь рыбному хозяйству  и сохранению морской среды. 16 ноября 2015 года соглашение о рыболовстве было продлено на 4 года.